# Nazionale femminile di rugby a 7 dell'Australia
La nazionale di rugby a 7 femminile dell'Australia è la selezione femminile che rappresenta l'Australia a livello internazionale nel rugby a 7.
L'Australia ha vinto l'edizione inaugurale della Coppa del Mondo femminile disputata a Dubai nel 2009, sconfiggendo in finale la Nuova Zelanda col punteggio 15-10. La nazionale australiana partecipa inoltre stabilmente alle World Rugby Sevens Series femminili fin dalla loro istituzione nel 2012, vincendo l'edizione 2015-16 dopo tre vittorie consecutive della Nuova Zelanda. 
Le australiane hanno anche vinto il torneo olimpico inaugurale di rugby a 7, in occasione dei Giochi di Rio de Janeiro 2016, sconfiggendo in finale la Nuova Zelanda 24-17.

## Palmarès
- Giochi olimpici

Rio de Janeiro 2016: medaglia d'oro
- Coppa del Mondo di rugby a 7: 1

2009
- World Rugby Sevens Series femminili: 2

2015-16, 2017-18
- Giochi del Commonwealth

Gold Coast 2018: medaglia d'argento
- Giochi del Pacifico

Port Moresby 2015: medaglia d'argento
Apia 2019: medaglia d'argento
- Oceania Women's Sevens: 4

2008, 2013, 2016, 2018

## Partecipazioni ai principali tornei internazionali
- 2016:  1º posto
- 2020: 5º posto

- 2009:  1º posto
- 2013: vincitore Plate
- 2018:  3º posto

- 2012-13: 5º posto
- 2013-14:  2º posto
- 2014-15:  3º posto
- 2015-16:  1º posto
- 2016-17:  2º posto
- 2017-18:  1º posto
- 2018-19: 4º posto
- 2019-20:  2º posto

- 2018:  2º posto

2011: n.p.
2015:  2º posto
2019:  2º posto